# سرجیو فرناندز
سرجیو فرناندز (انگلیسی: Sergio Fernández؛ زادهٔ ۲۳ مهٔ ۱۹۷۷) بازیکن سابق فوتبال اهل اسپانیا است که در پست مدافع میانی بازی می‌کرد.
وی همچنین در تیم ملی فوتبال زیر ۲۱ سال اسپانیا بازی کرده‌است.